# 中國明日超模第三季

## 參賽者
| 參賽者   | 參賽歲數 | 譯名拼音          | 英文名            | 來自     |
| -------- | -------- | ----------------- | ----------------- | -------- |
| 諸燕     | 23歲     | Zhu Yan           | Candice Zhu       | 上海松江 |
| 孫悅     | 21歲     | Sun Yue           | Barbara Sun       | 山東青島 |
| 趙奕菲   | 19歲     | Zhao Yi Fei       | Yvette Zhao       | 遼寧大蓮 |
| 史玉     | 20歲     | Shi Yu            | Jasmine Shi       | 四川成都 |
| 晁常伊蘭 | 19歲     | Chao Chang Yi Lan | Eillan Chao Chang | 湖北武漢 |
| 朱悅     | 18歲     | Zhu Yue           | Yolanda Zhu       | 江蘇南京 |
| 黃琪     | 20歲     | Huang Qi          | Jacqueline Huang  | 湖南長沙 |
| 王聖潔   | 21歲     | Wang Sheng Jie    | Melanie Wang      | 山東青島 |
| 林嘉儀   | 20歲     | Lin Jia Yi        | Claire Lin        | 廣東廣州 |
| 毛楚玉   | 18歲     | Mao Chu Yu        | Susanna Mao       | 四川成都 |

## 每集內容

### 第二集
| 第二集              |
| 首播：2010年6月19日 |

### 第四集
| 第四集             |
| 首播：2010年7月3日 |
| 退出：閆玲、賈安琪 |
| 包尾：黃琪／諸燕   |
| 淘汰：諸燕         |

女孩們入住超模訓練營並搶佔她們的床位。隨後，閆玲和賈安琪因為學校的原因而退出比賽。
翌日，女孩們被曉峰吵醒並要趕往訓練地點接受訓練。為了保持選手的競爭力，曉峰宣佈趙奕菲和史玉代替閆玲和賈安琪繼續比賽。然後，羅莎老師教導女孩們走台時腰部和腿部運用的訓練，孫悅因沒有聽羅莎老師的話把鞋子脫掉而被趕了出去，最後，曉峰見孫悅執著地在後台努力跟著練習而向羅莎求情讓她回歸隊伍接受訓練。訓練過後，羅莎老師認為孫悅表現最好，而諸燕的平衡力較差使她表現墊底。下午，女孩們接受水上挑戰賽逐一在水上走台，而當中只有孫悅願意接受蒙著眼在水上走台，但結果趙奕菲勝出考驗，她挑選毛楚玉和史玉共同分享三張世博門票。
拍攝期間，視覺督導餘碩出現，女孩們要在低溫的冰窖裡拍攝時尚大片。晁常伊蘭的表現讓餘碩出乎意料，而諸燕卻表現得非常拘謹，孫悅更是一度笑場，令餘碩甚為不滿。
評審席上，晁常伊蘭的表現受到讚賞，而被指表現手足無措的諸燕與被指過份將其他行業的資本帶到模特兒行業裡的黃琪成為包尾二人，最終評審把諸燕攆回家。

### 第五集
羅莎老師要求女孩們逐一扮作瘋子展示真我，晁常伊蘭豁達的表演再次讓她受到讚賞。其後，女孩們又接受擺造型的訓練和與動物合作走台的考驗，結果晁常伊蘭順利勝出考驗，她挑選黃琪和林嘉儀與超模教母韓穎華共進法式大餐。
拍攝期間，女孩們在潑水的瞬間拍攝運動大片。趙奕菲表情豐富和對鏡頭的敏感度高使她得心應手，而朱悅因自感拍攝未如理想而情緒激動，另外，孫悅仍然無法克制笑場的毛病而受到餘碩對於其局限性的質疑。
評審席上，林嘉儀指毛楚玉的心機重，經常做小動作讓女孩們產生負能量，毛楚玉頓時感到無奈更因而落淚。另外，趙奕菲從考驗到拍攝間的進步讓評審非常滿意繼而成為本周首名入圍，而被指表現過於鬆散的王聖潔與被指自身條件不足和表現過於緊繃的孫悅成為包尾二人，最終評審把孫悅攆回家。

### 第六集
| 第六集              |
| 首播：2010年7月17日 |
| 攝影師：Can Wong    |
| 退出：趙奕菲        |
| 包尾：林嘉儀／史玉  |
| 淘汰：史玉          |

回到大屋，林嘉儀與毛楚玉之間的誤會仍未告一段落，毛楚玉情緒受到困擾躲在房間哭泣，林嘉儀感到兩人關係不友好並主動與毛楚玉冰释前嫌。其後，趙奕菲因學校問題被迫退出比賽。
翌日，女孩們前往東田造型接受大變身。李東田親自為女孩們打造新形象，王聖潔為了有更大的變化，主動提議將長髮剪短，而史玉和朱悅在剪髮過程中表現得情緒激動。大變身過後，女孩們即場接受走台挑戰，黃琪配合髮型和化妝及押韻的台步表現讓韓姨眼前一亮並勝出考驗，她挑選晁常伊蘭和林嘉儀共同前往環球金融中心。那邊廂，節目組在超模大屋為女孩們準備了美酒佳餚祝賀她們順利變裝，讓她們釋放比賽壓力。
拍攝期間，女孩們需要扮演精靈在蹦床上跳動為娃哈哈營養果粒拍攝大片。李艾認為毛楚玉的表現近乎完美。
評審席上，王聖潔能夠在照片中展示出輕型的感覺讓她從上周墊底後成為本周首名入圍，而被指表現僵硬和未能認清模特兒職能的史玉與被指太多借口和身型比例未達標的林嘉儀成為包尾二人，最終評審決定把史玉攆回家。

### 第八集
| 第八集              |
| 首播：2010年7月31日 |
| 攝影師：Holy        |
| 包尾：林嘉儀／朱悅  |
| 淘汰：朱悅          |

### 第十集
| 第十集              |
| 首播：2010年8月14日 |
| 攝影師：方梁        |
| 包尾：黃琪／林嘉儀  |
| 淘汰：黃琪          |

### 第十二集
| 第十二集           |
| 首播：2010年9月4日 |
| 亞軍：林嘉儀       |
| 冠軍：毛楚玉       |

## 入圍次序
| 次序 | 第三集   | 第四集   | 第五集   | 第六集   | 第七集   | 第八集 | 第九集 | 第十集 | 第十一集 | 第十二集 |
| ---- | -------- | -------- | -------- | -------- | -------- | ------ | ------ | ------ | -------- | -------- |
| 1.   | 毛楚玉   | 朱悅     | 趙奕菲   | 王聖潔   | 林嘉儀   | 王聖潔 | 林嘉儀 | 毛楚玉 | 毛楚玉   | 毛楚玉   |
| 2.   | 林嘉儀   | 林嘉儀   | 毛楚玉   | 毛楚玉   | 毛楚玉   | 黃琪   | 王聖潔 | 王聖潔 | 林嘉儀   | 林嘉儀   |
| 3.   | 王聖潔   | 趙奕菲   | 林嘉儀   | 黃琪     | 朱悅     | 毛楚玉 | 黃琪   | 林嘉儀 | 王聖潔   |          |
| 4.   | 晁常伊蘭 | 晁常伊蘭 | 晁常伊蘭 | 晁常伊蘭 | 王聖潔   | 林嘉儀 | 毛楚玉 | 黃琪   |          |          |
| 5.   | 諸燕     | 毛楚玉   | 史玉     | 朱悅     | 黃琪     | 朱悅   |        |        |          |          |
| 6.   | 閆玲     | 王聖潔   | 朱悅     | 林嘉儀   | 晁常伊蘭 |        |        |        |          |          |
| 7.   | 賈安琪   | 史玉     | 黃琪     | 史玉     |          |        |        |        |          |          |
| 8.   | 朱悅     | 孫悅     | 王聖潔   | 趙奕菲   |          |        |        |        |          |          |
| 9.   | 黃琪     | 黃琪     | 孫悅     |          |          |        |        |        |          |          |
| 10.  | 孫悅     | 諸燕     |          |          |          |        |        |        |          |          |

  勝出比賽
  勝出考驗
  被淘汰
  退出比賽
  因其他參賽者退出而遞補
  因其他參賽者退出而遞補後勝出考驗

## 大變身
- 晁常伊蘭：淺棕色短髮
- 黃琪：剪層次
- 林嘉儀：剪短
- 毛楚玉：染紅
- 史玉：中分長髮
- 王聖潔：亮棕色短髮
- 朱悅：棕色蓬鬆卷髮

## 拍攝主題
- 第一週：冰窖時尚大片
- 第二週：濕身美人運動大片
- 第三週：叢林精靈
- 第四週：情迷红磨坊
- 第五週：古巷妖姬
- 第六週：戰地女兵
- 第七週：嘉人雜誌時尚大片
- 第八週：娃哈哈營養果粒廣告

## 比賽數據
- 參賽者總數：10
- 最年長的參賽者：諸燕（23歲）
- 最年輕的參賽者：毛楚玉、朱悅（18歲）
- 最高的參賽者：晁常伊蘭、毛楚玉、趙奕菲（180厘米）
- 最矮的參賽者：孫悅（174厘米）
- 勝出最多考驗的參賽者：毛楚玉（2次）
- 連續勝出最多考驗的參賽者：毛楚玉（2次）
- 最常被贏家挑選一起享受考驗獎賞的參賽者：林嘉儀（2次）
- 首名入圍最多次數的參賽者：林嘉儀、毛楚玉、王聖潔（2次）
- 連續首名入圍最多次數的參賽者：毛楚玉（2次）
- 進入包尾二人最多次數的參賽者：黃琪、林嘉儀（4次）
- 連續進入包尾二人最多次數的參賽者：黃琪、林嘉儀（2次）